# Alexandra Goloubitskaia

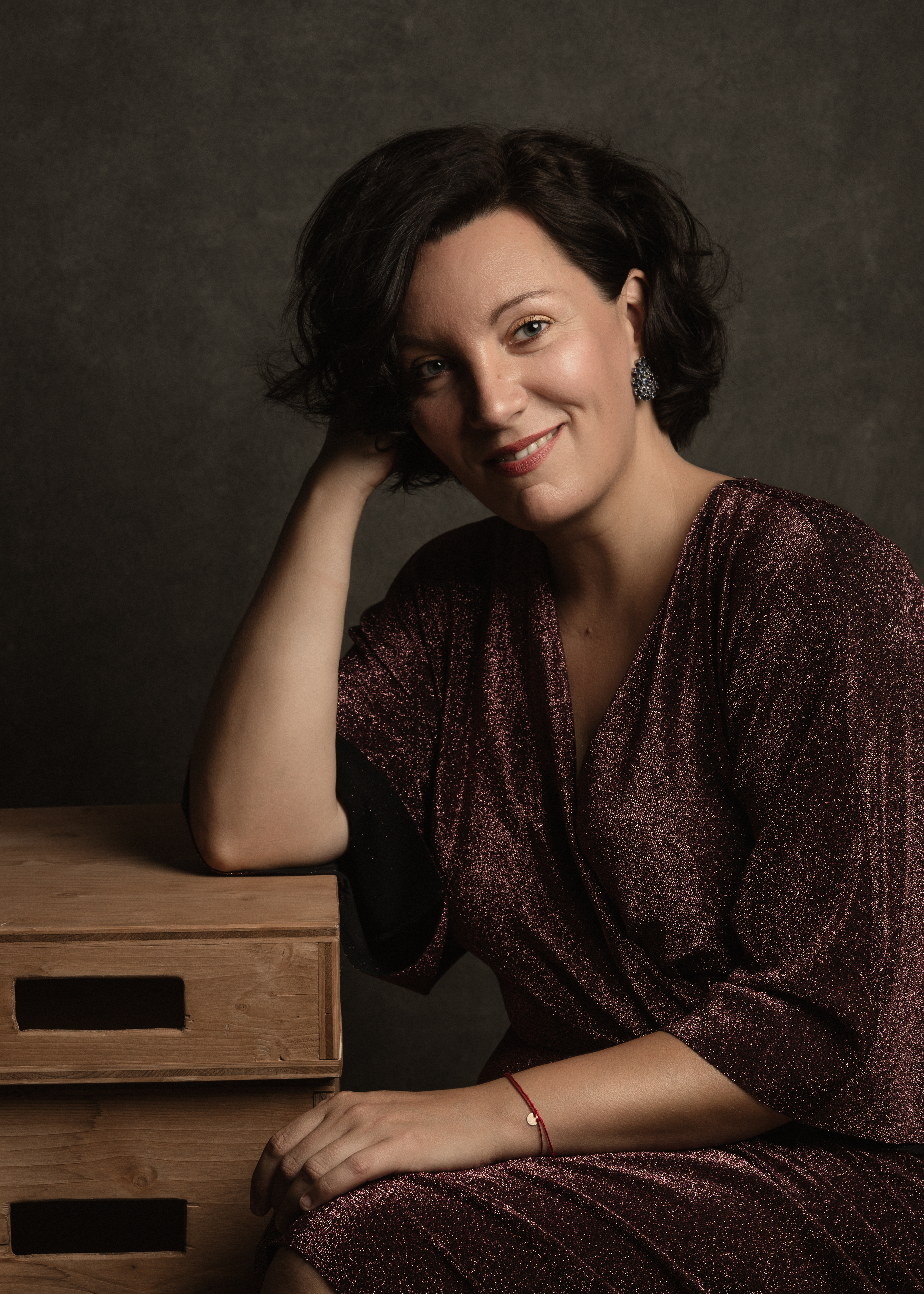
Alexandra Goloubitskaia, 2022

Alexandra Goloubitskaia (russisch Александра Голубицкая; geboren 1980 in der Moldauischen Sowjetrepublik) ist eine in Österreich lebende deutsche Pianistin und Liedbegleiterin. Seit 2017 ist sie Professorin an der Musik und Kunst Privatuniversität der Stadt Wien.

## Leben
Goloubitskaia wurde in Moldawien geboren und wuchs auf in Moskau. Ihre Mutter ist Klavierprofessorin und ihr Vater Dramaturg und Schriftsteller. Ihr musikalisches Talent wurde früh entdeckt und gefördert. Ihre Studien absolvierte sie im Fach Klavier am Staatlichen Moskauer P.-I.-Tschaikowski-Konservatorium und im Konzertfach Klavier am Kunst Universität Graz (KUG) bei Professor Alexander Satz (1941–2007) in Graz. Die Abschlussprüfungen bestand sie mit Auszeichnung. 2007 promovierte sie im Fachbereich Musikwissenschaft. Sie nahm an zahlreichen Wettbewerben teil.
2006 bekam sie den „Bösendorfer Preis“ als beste Begleiterin beim Hans Gabor „Belvedere“ Wettbewerb in Wien.
Ihre Laufbahn als Solistin und Liedbegleiterin sowie fallweise auch in Kammermusik-Ensembles (darunter mit Geigerin Lidia Baich) führte sie in die meisten Nachfolgestaaten der Sowjetunion, in die deutschsprachigen Länder, nach Italien, Frankreich und in die Niederlande, nach Südafrika und Südamerika. 2006 trat sie ein Festengagement am Opernhaus Dortmund an, später wechselte sie nach Hannover. Es folgten Engagements an der Wiener Staatsoper und am Theater an der Wien, bei den Bayreuther Festspielen, Salzburger Festspielen, in Grafenegg und an der Komischen Oper Berlin. Die Künstlerin wurde engagiert auch am Moskauer Bolschoi-Theater, in Prag, Tel Aviv, Frankfurt, Stuttgart, Bremen.
2011 erschien eine CD mit argentinischer und mexikanischer Musik des 20. Jahrhunderts als Begleiterin des Baritons Gerardo Garciacano. 
2017 wurde Alexandra Goloubitskaia als Professorin an die Musik und Kunst Privatuniversität der Stadt Wien berufen.
Sie begleitete den Bassisten Günther Groissböck am 12. August 2019 im Markgräflichen Opernhaus in Bayreuth. Anlässlich der Ausstellungseröffnung Blickwinkel Oper zu zehn Jahren Staatsoperngeschichte mit Intendant Dominique Meyer am 10. November 2019 begleitete sie den Tenor Herbert Lippert. Sie begleitete Günther Groissböck bei dem Liederabend mit Rezitation Mein Geist dürstet nach Taten, mein Atem nach Freiheit, welcher am 19. Mai 2020 die COVID-19-bedingte Schließung der Hessischen Staatstheater in Wiesbaden beendete, am 8. Juni 2020 die Schließung der Wiener Staatsoper.
2021 übernahm sie die Rolle des Orchesters des Hessischen Staatstheaters in Wiesbaden bei den Galavorstellungen des Ring des Nibelungen.